# Sinan Sakić
Sinan Sakić (Loznica, 13 de outubro de 1956 - Belgrado, 1 de junho de 2018) foi um cantor de música pop sérvio. Sakić alcançou grande popularidade como membro da banda de turbo-folk iugoslava Južni Vetar, mas também teve uma carreira de sucesso como músico solo.